# Gaspar Anselmo Méndez Álvarez
Gaspar Anselmo Méndez Álvarez [pseudònims: MA, Modesto (com a escriptor), Burlón] (dècada de 1880 - 1940) va ser un historietista i dibuixant valencià.
Els seus primers treballs apareixen cap a 1905, iniciant-se en revistes com L'Esquella de la Torratxa i Madrid Cómico. Va destacar pels seus dibuixos en TBO, on va estar treballant des de 1917 fins a 1938 o 1929, segons diferents versions. Era àcid, satíric i mordaç i va gaudir, a TBO, d'una llibertat absoluta en les seues creacions, una cosa poc comuna en l'època. En la dècada de 1930 es va traslladar a Barcelona, viatjant ocasionalment a València, on va escriure i va il·lustrar la revista satírica La Traca (coneguda en el moment de la seva incorporació com La Chala), on destaca el seu anticlericalisme i erotisme. També va treballar per a Vida Galante, El Caloyo i KDT. En acabar la Guerra Civil Espanyola va ser afusellat a Paterna.